# Jiří Procházka
Jiří Procházka (født 14. oktober 1992) er en tjekkisk professionel MMA-udøver. Han konkurrerer i øjeblikket i Light Heavyweight-vægtklassen i Ultimate Fighting Championship (UFC), hvor han er en tidligere UFC Light Heavyweight -mester. Han var UFC Light Heavyweight-mester i Rizin Fighting Federation og i Gladiator Fighting Championship.

## Tidlige liv
Procházka blev født i Znojmo i Tjekkoslovakiet (nu Tjekkiet), men han kommer fra den nærliggende landsby Hostěradice. Procházkas far døde, da han var seks år gammel. Da han var ung, spillede Procházka amatørfodbold for TJ Družstevník Hostěradice.[kilde mangler] Han var også en aktiv freestyle BMX- rytter og floorballspiller.
Som teenager var Procházka med i gadekampe næsten ugentligt og deltog i mere end 100 af dem. Dette førte ham til sidst til at slutte sig til hooligan-klubben, der var knyttet til Procházkas lokale fodboldhold, FC Zbrojovka Brno, hvor han ville deltage i organiserede gruppekampe på gaden med klubber fra andre hold.
Procházka stødte først på MMA før han begyndte på gymnasiet, efter at en ven viste ham videoer af kickbokseren Ramon Dekkers og MMA-udøverne Mirko Filipovic og Fedor Emelianenko. Efter at have set filmen Never Back Down begyndte han at træne i kampsport, især thaiboksning.

## MMA-karriere

### Gladiator Fighting Championship

#### Debut og indledende kampe
Procházka fik sin professionelle MMA-debut i april 2012 på Gladiator Fighting Championship, den største kamporganisation i hans hjemland Tjekkiet på det tidspunkt. Han opbyggede en rekordliste på 7-2 inden for sine første to år som professionel.

### Ultimate Fighting Championship

#### Debut
Procházka skrev kontrakt med UFC i januar 2020. Han fik sin debut mod den tidligere UFC Light Heavyweight-titeludfordrer Volkan Oezdemir den 11. juli 2020 på UFC 251. Han vandt via knockout i anden omgang og blev tildelt en Performance of the Night-prisen.
Procházka skulle møde den to gange tidligere UFC Light Heavyweight -titeludfordrer Dominick Reyes den 27. februar 2021 på UFC Fight Night 186. Men i slutningen af januar blev Reyes trukket ud af kampen på grund af en skade, og kampen blev flyttet til 1. maj 2021 på UFC på ESPN: Reyes vs. Procházka. I en tæt kamp vandt Procházka kampen via knockout i anden omgang. Med denne sejr blev han tildelt bonuspriserne Nights Performance og Fight of the Night.

#### UFC Light Heavyweight-mester
Procházka skulle efter planen møde Glover Teixeira om UFC Light Heavyweight-mesterskabet den 7. maj 2022 på UFC 274. Kampen blev dog udskudt til 11. juni 2022 på UFC 275 af ikke-oplyste årsager. I en jævnbyrdig kamp, hvor begge kæmpere blev slået ned flere gange, vandt Procházka kampen og titlen via rear-naked choke submission i femte omgang, og blev den første tjekkiske kæmper, der har vundet et UFC-mesterskab. Denne kamp tildelte ham Fight of the Night-prisen og Crypto.com "Fan Bonus of the Night" -prisen betalt i bitcoin på US$20.000 for andenpladsen.
Procházka skulle have kæmpet en omkamp mod Teixeira på UFC 282 den 10. december 2022. Det blev dog annonceret den 23. november 2022, at Procházka måtte aflyse kampen på grund af en skade i højre skulder, og han gjorde dermed titlen ledig.
Procházka mødte den tidligere UFC-Middleweight-mester Alex Pereira om det ledige UFC Light Heavyweight- bælte den 11. november 2023 på UFC 295. Han tabte på knockout i anden omgang.

#### Efter mesterskabet
Procházka mødte Aleksandar Rakić den 13. april 2024 på UFC 300. På trods af at han blev ramt af adskillige benspark, kom Procházka tilbage og vandt kampen på teknisk knockout i anden omgang. På grund af at UFC øgede udbetalingen af bonusser fra $50.000 til $300.000 for begivenheden, indbragte denne kamp ham en $300.000 Performance of the Night-pris.

## Privatliv
Procházka er kendt som en hengiven tilhænger af Bushido-principperne, samuraiernes moralske værdier og Miyamoto Musashis lære og filosofi, især Musashis De fem ringes bog, som Procházka betragter som en livsændrende bog for ham.
Han er tilhænger af FC Zbrojovka Brno og var involveret i organiseret fodboldhooliganisme, herunder arrangerede kampe, indtil han startede sin professionelle kampsportskarriere.
Udover sit modersmål tjekkisk snakker Procházka også engelsk og har aktivt forbedret sine sprogkundskaber, siden han blev end del af UFC. Mens han konkurrerede i UFC og Rizin FF, gik Procházka på Masaryk universitet i forbindelse med sin bachelorgrad, med hovedfag i sikkerhedsstyrkernes fysiske fitnesspolitik.
Hans kaldenavn, Denisa, er et pigenavn på det tjekkiske sprog svarende til det engelske Denise og Deniska . Det opstod under en træningslejr, hvor Procházka havde taget telefonen for en anden kæmper, som var en pige ved navn Denisa.
Siden 2017 har Procházka boet i et sommerhus omkring 30 minutter uden for sin hjemby Brno, nær et reservoir. Sommerhuset har el men ingen gas- og eller vandtilslutning og han får sit vand fra en brønd.